# Теменос
Теменос (др.-греч. τέμενος) — священный участок, посвящённый определённому божеству. Считалось, что, находясь в теменосе, человек может почувствовать присутствие этого божества.
Концепция теменоса возникла в классической культуре Средиземноморья, прежде всего, в древнегреческой религии, как участок храма, предназначенный для поклонения богам. Некоторые античные авторы используют этот термин для обозначения священной рощи, изолированной от повседневной городской жизни, в то же время другие авторы описывают теменос как место в самом центре города, неподалёку от агоры, которое представляло собой часть храмов.
Наиболее яркий пример теменоса бронзового века — минойское святилище Кносского дворца на острове Крит, Греция. Храм дворца имел в северной части массивный теменос. Другим примером может служить теменос Зевса и Аполлона в Олимпии. Теменосы были распространены и в древнегреческих колониях, в частности, в полисах Северного Причерноморья. Так, в Ольвии во второй половине VI века до н. э. в районе главной улицы акрополя возникли агора и теменос.
К. Г. Юнг связывал теменос с зачарованным или магическим кругом, который действует как «космическое пространство» или табуированное «недоступное место», в котором возможна умственная «работа». Такой теменос напоминает «симметричный розовый сад с фонтаном посередине» (ср. «Квадратура круга»), в котором возможна встреча с бессознательным и где составляющие бессознательного могут быть безопасно введены в сознание. Здесь возможно встретить собственную Тень, Анимуса и Аниму, мудреца (senex) и, наконец, Самость — имена, которые Юнг дал архетипическим персонификациям (неличностному) бессознательного.